# 파라노이아 (2013년 영화)
파라노이아(Paranoia)는 2013년 공개된 미국의 영화이다.
이 영화는 2013년 8월 16일에 개봉되었고, 흥행에 실패하여 3,500만 달러의 제작비에 비해 1,700만 달러의 수익을 올렸다. 이 영화는 비평가들로부터 부정적인 평가를 받았고 "진부하고 독창성이 없다"는 평을 받았다.

## 줄거리
주인공 애덤은 대기업 직원으로, 회사에서 해고된 후 회사 카드를 무단으로 사용했다가 사장인 와이어트에게 협박을 받게 된다. 와이어트는 애덤에게 경쟁 회사인 고다드사에 스파이로 잠입할 것을 강요한다. 고다드는 와이어트의 멘토였지만 현재는 그의 아이디어를 훔쳐 회사를 운영하는 인물이었다. 애덤은 와이어트의 지시를 받아 고다드의 회사에 침투하여 군사적으로 이용 가능한 첨단 해킹 소프트웨어를 제공한다. 그 과정에서 FBI 요원 갬블은 애덤에게 고다드 회사로 이직한 와이어트의 전 직원들이 살해당했다는 사실을 알리지만, 애덤은 이를 무시한다.
애덤은 파티에서 만난 엠마가 고다드 회사의 마케팅 이사라는 사실을 알게 되고, 그녀에게 접근하여 고다드의 신규 프로젝트 파일을 빼내려 한다. 와이어트는 애덤에게 고다드의 혁신적인 휴대폰 시제품 '오큐라'를 훔쳐오지 않으면 애덤의 아버지를 죽이겠다고 협박한다. 애덤은 자신을 감시하던 와이어트의 부하들을 발견하고 감시 카메라를 파괴하지만, 보복으로 친구 케빈이 사고를 당해 중태에 빠진다. 결국 애덤은 48시간 안에 오큐라를 훔쳐야 하는 상황에 놓인다.
애덤은 엠마의 지문을 이용하여 금고에 침입하지만 고다드에게 발각된다. 고다드는 애덤이 와이어트의 스파이라는 증거를 확보하여 와이어트 회사를 빼앗을 계획을 세우고 있었던 것이다. 애덤은 자신을 이용한 엠마에게 실망하지만, 친구 케빈의 도움을 받아 와이어트와 고다드를 한자리에 불러낸다. 그 자리에서 와이어트와 고다드는 서로의 회사를 파괴하기 위해 저지른 범죄를 털어놓고, 와이어트의 부하였던 볼튼은 고다드를 위해 와이어트를 스파이했다는 사실도 밝혀진다.
애덤은 몰래 대화를 녹음하여 케빈에게 전송했고, 케빈은 이를 FBI에 넘긴다. 그 결과 고다드, 와이어트, 볼튼, 그리고 와이어트의 부하 미첨은 모두 FBI에 체포된다. 애덤은 수사에 협조한 공로로 풀려나고, 친구 케빈과 함께 스타트업 회사를 설립한다. 그리고 엠마와 화해하며 영화는 끝을 맺는다.

## 출연

### 주연
- 리암 헴스워스
- 게리 올드만
- 앰버 허드

### 조연
- 해리슨 포드
- 엠베스 데이비츠
- 리처드 드라이퍼스
- 루카스 틸
- 줄리안 맥마혼
- 조쉬 할로웨이
- 안젤라 사라피언
- 찰리 호프하이머
- 케빈 킬너
- 메러디스 이튼
- 윌리엄 펠츠
- 존 더글러스 레인니
- 크리스틴 마자노

## 기타
- 원작자: 조셉 파인더
- 미술: 데이비드 브리스빈